# ICSC
ICSC, International Chemical Safety Card, är en kortfattad beskrivning på två sidor av egenskaperna för hälso- och miljöfarliga kemikalier, avsett som allmän information för alla som hanterar ämnet ifråga.
Korten tas fram genom ett samarbete mellan FN:s miljöprogram (UNEP), Internationella arbetsorganisationen (ILO) och Världshälsoorganisationen (WHO).
Råd ges för olycksförebyggande åtgärder samt vad som i första hand bör göras vid inträffad olycka med ämnet.
Originaltexten är engelska, och finns i både HTML-form och som dokument i Portable Document Format (pdf). Texten finns (2015) på följande språk:
| Komplett   | Delvis     |
| ---------- | ---------- |
| Finska     | Estländska |
| Franska    | Hindi      |
| Italienska | Kinesiska  |
| Japanska   |            |
| Polska     |            |
| Ungerska   |            |

Ännu (2015) finns ingen översättning till svenska. Sverige är f n (2015) ej heller representerat i någon av de arbetsgrupper som sysslar med ICSC-frågor.
ICSC är inte någon tvingande föreskrift, utan ska bara tjäna upplysningsvis. Avvikelser kan förekomma i nationella bestämmelser.
Listan börjar med nr 0001 som är hydrogen (vätgas), den enklaste atom vi känner. Den posten tillkom på 1980-talet. I mitten av 2015 har man hunnit fram till nr 1 763. Listan sväller hela tiden alltefter det nya farliga kemikalier ser dagens ljus. Den aktualiseras halvårsvis.